# Naturschutzgebiet Herveler Bachtal (Herscheid)
Das Naturschutzgebiet Herveler Bachtal mit einer Größe von 1,8 ha liegt am Südwestrand der Gemeinde Herscheid. Das Naturschutzgebiet (NSG) wurde 1998 vom Märkischen Kreis mit dem Landschaftsplan Nr. 5 Herscheid ausgewiesen. Der Südrand des NSG grenzt an die Stadt Meinerzhagen und das dortige gleichnamige Naturschutzgebiet Herveler Bachtal (Meinerzhagen) mit einer Größe von 4,1 ha. Am Südrand bildet teilweise die Landstraße 696 die NSG-Grenze.
Das Naturschutzgebiet trägt den gleichen Namen wie das Naturschutzgebiet in Meinerzhagen.

## Gebietsbeschreibung
Bei NSG handelt es sich um das Herveler Bachtal mit dem Herveler Bach und zum Teil brachgefallenen Nass- und Feuchtgrünlandbereichen.

## Schutzzweck
Laut Naturschutzgebiets-Ausweisung wurde das Gebiet zum Naturschutzgebiet ausgewiesen zur Erhaltung, Entwicklung und Wiederherstellung eines Bachtals mit einer speziell angepassten Flora und Fauna. Wie bei allen Naturschutzgebieten in Deutschland wurde in der Schutzausweisung darauf hingewiesen, dass das Gebiet „wegen der Seltenheit, besonderen Eigenart und Schönheit des Gebietes“ zum Naturschutzgebiet wurde.